# Ляоян
Ляоян (кит. спр. 辽阳市, піньїнь: Liáoyáng Shì) — місто-округ в китайській провінції Ляонін. 

## Географія
Ляоян розташовується у центрі провінції.

### Клімат
Місто знаходиться у зоні, котра характеризується вологим континентальним кліматом зі спекотним літом. Найтепліший місяць — липень із середньою температурою 24.3 °C (75.7 °F). Найхолодніший місяць — січень, із середньою температурою -10.4 °С (13.3 °F).
| Клімат Ляояна           | Клімат Ляояна | Клімат Ляояна | Клімат Ляояна | Клімат Ляояна | Клімат Ляояна | Клімат Ляояна | Клімат Ляояна | Клімат Ляояна | Клімат Ляояна | Клімат Ляояна | Клімат Ляояна | Клімат Ляояна | Клімат Ляояна |
| Показник                | Січ.          | Лют.          | Бер.          | Квіт.         | Трав.         | Черв.         | Лип.          | Серп.         | Вер.          | Жовт.         | Лист.         | Груд.         | Рік           |
| Середній максимум, °C   | −5            | −1,9          | 5,7           | 15            | 22,1          | 25,7          | 27,8          | 27,6          | 23,1          | 15,7          | 5,7           | −2,1          | 13,3          |
| Середня температура, °C | −10,4         | −7,3          | 0,8           | 9,4           | 16,5          | 21,2          | 24,3          | 23,7          | 17,6          | 10            | 1             | −7,1          | 8,3           |
| Середній мінімум, °C    | −16,4         | −13,2         | −4,9          | 3,1           | 10,1          | 15,7          | 19,9          | 18,8          | 11,6          | 4             | −4,5          | −12,5         | 2,6           |
| Норма опадів, мм        | 7.2           | 8.5           | 14.8          | 41.5          | 54.9          | 89.4          | 195           | 174           | 79.7          | 44            | 19.2          | 8.9           | 737.1         |
| Днів з опадами          | 3,8           | 4,1           | 4,8           | 7,1           | 9,5           | 12,1          | 15,4          | 12,6          | 8,4           | 7,7           | 5,8           | 3,8           | 95,1          |
| Вологість повітря, %    | 63.4          | 59.6          | 54.5          | 53.1          | 55.6          | 67.1          | 78.7          | 78.3          | 69            | 64.8          | 64.7          | 63.1          | 64.3          |
| ----------------------- | ------------- | ------------- | ------------- | ------------- | ------------- | ------------- | ------------- | ------------- | ------------- | ------------- | ------------- | ------------- | ------------- |
| Джерело: Weatherbase    |               |               |               |               |               |               |               |               |               |               |               |               |               |